# イーウチェンコ・プロフレース D-436

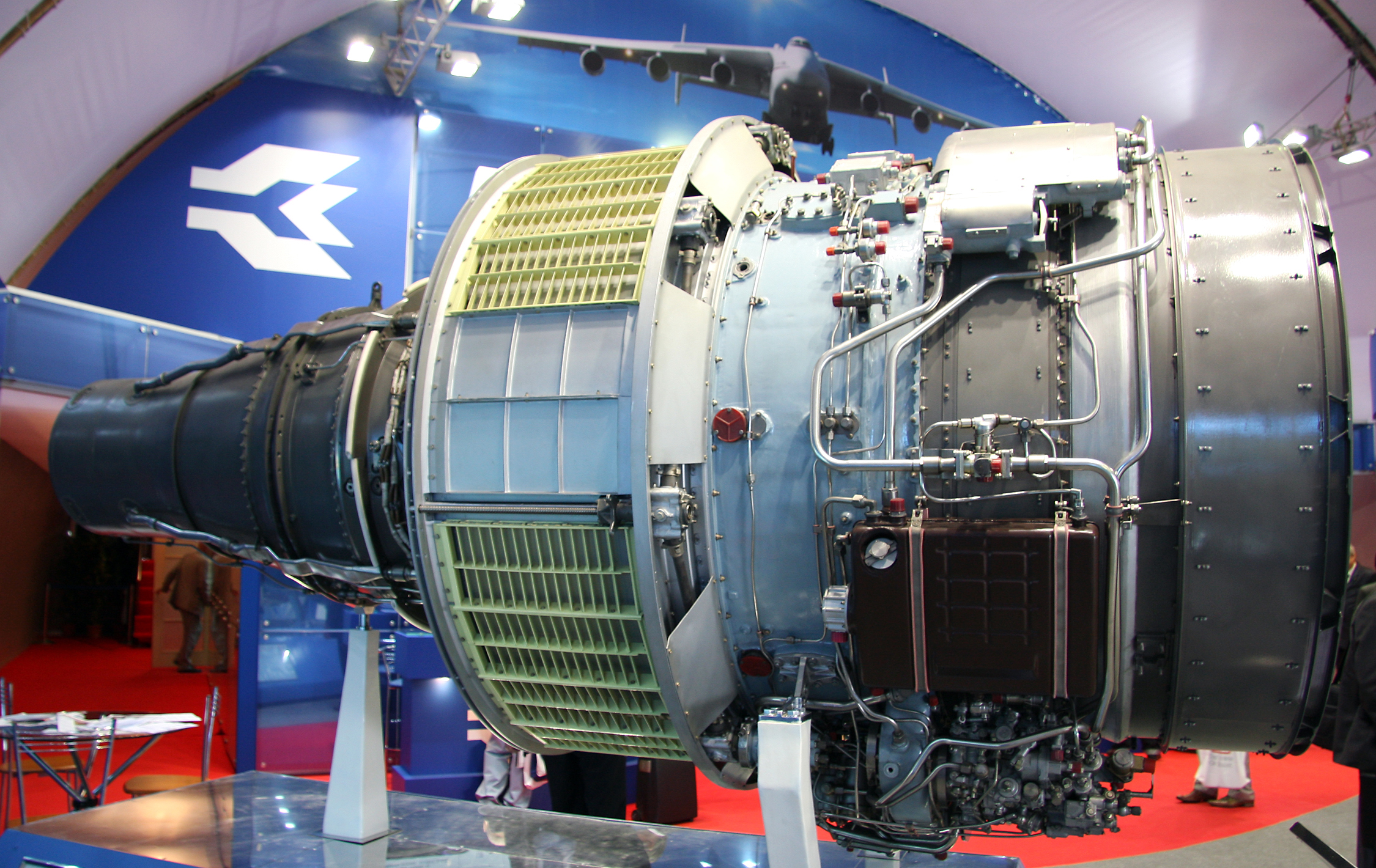
D-436-148

イーウチェンコ・プロフレース D-436（Д-436）は、ウクライナ・ソビエト社会主義共和国のイーウチェンコ設計局が開発した3軸式高バイパスターボファンエンジン。1980年代にYak-42とAn-72に搭載するために開発された。1985年に初めて運転され、1987年に型式認証を取得した。その後複数の派生機種が開発され、現在でも複数の機体に搭載されて運行中である。
D-436の組立ラインがおかれていたモトール・シーチ社ザポリージャ工場は2022年5月にロシア軍の侵攻によって破壊された。

## 設計と開発
D-436は、D-36の予備として開発された。このエンジンの特長は、同社のD-18に由来する。D-436には改良された高回転数のファン、大気汚染物質排出量が少ない燃焼器、新しい圧縮機などが組み込まれている。いくつかの派生機種はFADEC（全般デジタルエンジン制御）を装備する。

## 派生機種

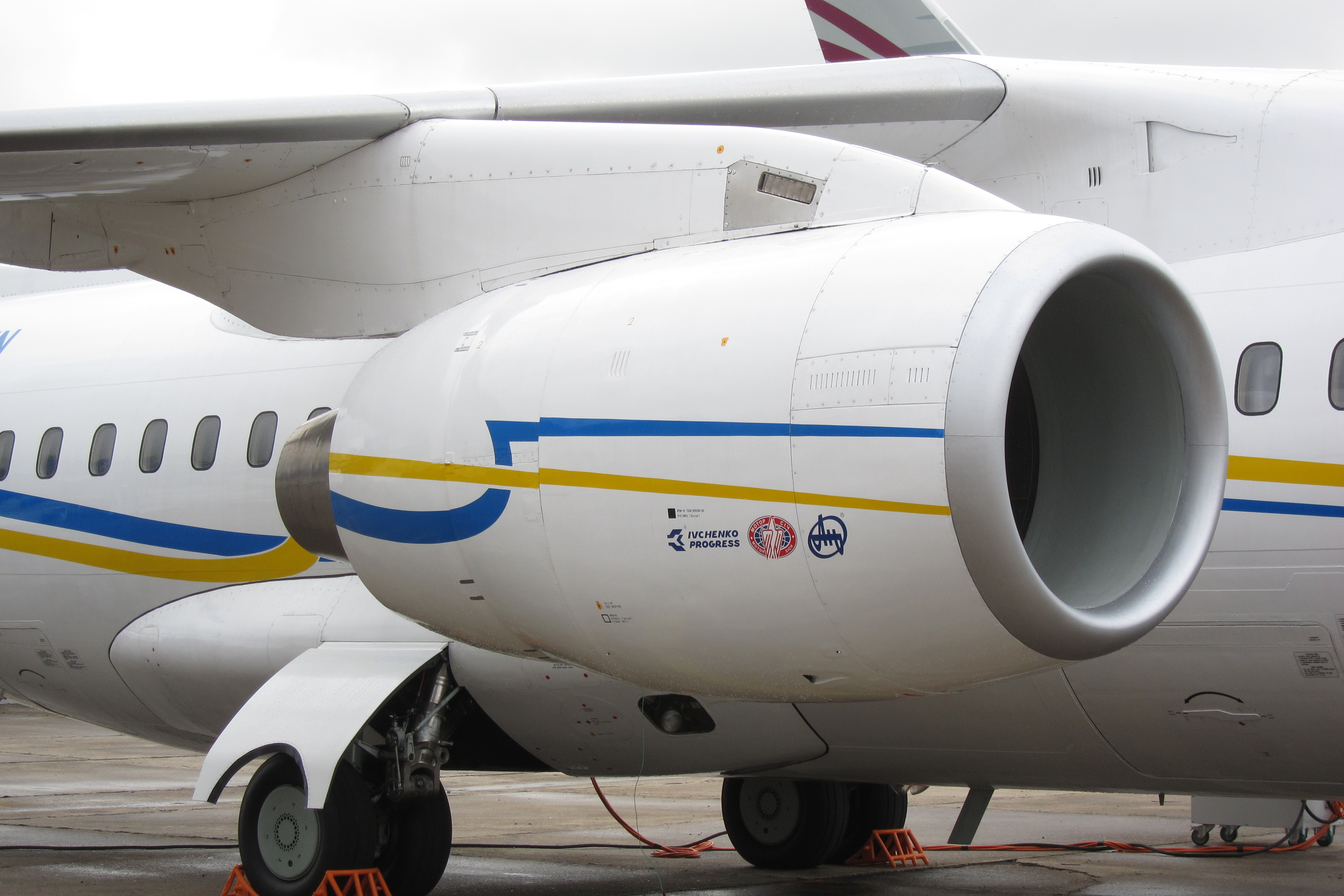
An-158に搭載されたD-436

D-436K
初期の形式。バイパス比は6.2で、圧縮比は21.0。かつて開発が進められていたAn-71への使用が提案された。
D-436M
Yak-42Mへの使用が提案された。
D-436T1
Tu-334に使用され、開発中のTu-414へも提案されている。推力は約16,500 lbf (73,000 N)である。同様に引退したAn-174にも使用が提案された。
D-436T1-134
Tu-134のエンジンを換装するために提案された。
D-436T2
推力を18,070 lbf (80,400 N)に向上してTu-334-100DとTu-334-200Dに使用された。
D-436TP
Be-200飛行艇用に開発された。推力はT1型と同じ16,500 lbf (73,000 N)。
D-436T3
ブースター区画を新しいファンの後方に追加、最大推力は約21,000 lbf。T3型は同様にIl-214用に提案されたが、最大推力21,000 lbf (93 kN)の要件を超過していた。
D-436-148
An-148専用に開発された派生機種。長寿命化のために推力を15,000 lbf (67 kN)に下げた。
D-436TX
T3型と同じコアを使用するが、改良されたタービンとギヤードファンを備える。推力は26,500-30,000 lbf級。

### 派生型
AI-436T12
現在開発中のMS-21に使用するために設計。計画では推力が26,450 lbf（117 kN）を生み出す予定である。

## 搭載機
- アントノフ An-148
- アントノフ An-72/74
- ベリエフ Be-200
- ツポレフ Tu-334
- ヤコブレフ Yak-42M
- イルクート MS-21（予定）

## 仕様 (D-436-T1)
一般的特性
- 形式: 3軸式高バイパスターボファン
- 全長: 3,030 mm (119 in)
- 直径: 1,390 mm (55 in)
- 乾燥重量: 1,250 kg (2,760 lb)

構成要素
- 圧縮機: 軸流式, 低圧6段、高圧7段
- タービン: 高圧1段、中圧1段、低圧3段

性能
- 推力: 75.02 kN (7,650 kgf);（16,859lbf）
- 全圧縮比（英語版）: 21.9:1
- バイパス比: 4.95
- タービン入口温度: 1,197C（2,186F）
- 燃料消費率: 0.63lb/lbf*hr
- 推力重量比: 5.6

出典: Engine Directory、 Flight International 、Jane's Aero Engines、forecastinternational.com